# Santa María de Dulcis
Santa María de Dulcis là một đô thị trong tỉnh Huesca, Aragon, Tây Ban Nha. Theo điều tra dân số 2004 (INE), đô thị này có dân số là 213 người.